# 盖尔祝福
盖尔祝福（英文：A Gaelic Blessing）是由約翰·盧特创作的英语合唱作品，由四个声部（SATB）和管风琴或管弦乐队组成。这首歌也以文本的重复第一行 “Deep peace” 而闻名。这项工作是由内布拉斯加州奥马哈市的第一联合卫理公会教堂的圣殿合唱团为他们的指挥 Mel Olson 委托创作的。这首歌的歌词取材自的小说中的一首诗，稍作修改而成。
这首歌的歌词表达了对大自然元素的敬畏和对宗教信仰的虔诚。每一句都以 “深深的平安” 开始，强调了平安的深远和广泛。最后一句提到了 “基督，世界之光”，将基督教信仰融入了这个平安之中。